# 福音聖書神学校
福音聖書神学校（ふくいんせいしょしんがっこう、Evangelical Biblical Seminary）は、大阪府池田市にある日本メノナイト・ブレザレン教団立の牧師、伝道者養成学校。1957年、日本メノナイト・ブレザレン聖書学院として大阪市此花区に設立された。1961年から1971年までは大阪聖書神学校の名称であった。1977年に現在地に移転した。
モットーとして「標語聖句　テモテへの手紙　第二　2章15節。初代キリスト教会の信仰と精神に堅く立ち、兄弟愛をもって規律ある訓練と教育を施すこし、聖書信仰が強調され、それに基づく組織神学、実践神学が教えられる。アナバプテスト精神を継承し、救済史のキリスト再臨におけるイスラエル民族の独自の役割を認める穏健ディスペンセーション神学の立場をとる。」が掲げられている。
神学生は2016年までは男性に限られていたが、現在は性別による制限は撤廃されている。

## コース
- 本科神学課程　(3年コース)
- 本科キリスト教教育課程 (3年コース)
- 教会伝道者課程
- 信徒説教者課程（通信制）